# Thomas Chase
Pour les articles homonymes, voir Chase.
Thomas Chase, né le 10 janvier 1949 à Burbank en Californie aux États-Unis, est un compositeur américain.

## Filmographie
- 1981 : Scared to Death
- 1985 : Créature (Creature)
- 1985 : The Wuzzles (série télévisée)
- 1985 : Prière pour un tueur (Pray for Death)
- 1986 : Armed Response
- 1987 : The Verne Miller Story
- 1987 : Catch the Heat
- 1988 : And God Created Woman
- 1988 : À l'épreuve des balles (Bulletproof)
- 1988 : Little Nemo: Adventures in Slumberland
- 1989 : 976-EVIL (en)
- 1990 : Soldat cyborg (Syngenor)
- 1991 : A Wish for Wings That Work (TV)
- 1991 : Pirates of Darkwater (série télévisée)
- 1992 : Monster in My Pocket: The Big Scream (vidéo)
- 1995 : Dexter's Laboratory
- 1995 : The Tales of Tillie's Dragon
- 1996 : The Real Adventures of Jonny Quest (série télévisée)
- 1998 : Stories from My Childhood (série télévisée)
- 1998 : Only Hope
- 1999 : Detention (série télévisée)
- 2002 : Nom de code : Kids Next Door (série télévisée)
- 2003 : My Life with Morrissey (vidéo)
- 2004 : Scooby-Doo and the Loch Ness Monster (vidéo)
- 2004 : Batman (série télévisée)
- 2005 : Scooby-Doo au pays des pharaons (vidéo)
- 2009 : Scooby-Doo et le Sabre du samouraï de Christopher Berkeley